# Dilocerus brunneus
Dilocerus brunneus là một loài bọ cánh cứng trong họ Cerambycidae.